# Emilia Contessa
Emilia Contessa (nacida en Banyuwangi, Java Oriental, 27 de septiembre de 1957-27 de enero de 2025) fue una actriz y cantante indonesia, apodada como la Leona de Asia, según el semanario Asia Week (1975). 
Hasta el día de su muerte trabajaba como política para el Consejo de Representantes Regionales de la ciudad de Banyuwangi como miembro del parlamento.

## Biografía
Emilia es hija de Hasan Ali y Anna Susiani. Le gusta cantar desde su infancia. La madre de Emil ha tenido ciertas observaciones con el fin de comparecer de ver cantar en diversos eventos. En 1986, Emil ganó un concurso cuando interpretó un tema musical de género pop en Surabaya en el barrio de PON VII. El evento le abrió el camino para Emil y se convirtió en una cantante profesional.
Emil, que todavía utilizaba su nombre artístico de Emilia Hasan, fue una de las invitadas por el cazatalentos Lee Kuan Yew de Singapur, quien la invitó para entrar a los estudios de grabaciones en Singapur en 1970.

## Filmografía
- Brandal-Brandal Metropolitan (1971)
- Tanah Gersang (1971)
- Dalam Sinar Matanya (1972)
- Pelangi di Langit Singosari (1972)
- Perkawinan (1972)
- Takkan Kulepaskan (1972)
- Dosa di Atas Dosa (1973)
- Akhir Sebuah Mimpi (1973)
- Tokoh (1973)
- Perempuan (1973)
- Aku Mau Hidup (1974)
- Calon Sarjana (1974)
- Pilih Menantu (1974)
- Ratapan Anak Tiri (1974)
- Tangisan Ibu Tiri (1974)
- Tetesan Air Mata Ibu (1974)
- Benyamin Raja Lenong (1975)
- Senja di Pantai Losari (1975)
- Memble Tapi Kece (1986)

## Discografía
- YATIM PIATU. (Fontana.6418-028)
- Sudah Kucoba. (Remaco. RLL-019)
- MASA DEPAN. (Pop. 6418-034)
- Burung Sangkar
- Katakanlah
- Untuk Apa
- Malam Yang Dingin
- Pak Ketipak Ketipung
- Mimpi Sedih
- Sio Mama
- Hitam Manis
- Penasaran
- Bimbi
- Kegagalan Cinta
- Main Tali
- Penghibur Hati (duet dengan Benyamin Sueb)
- Setangkai Bunga Anggrek (duet dengan Broery Marantika)
- Nasib Pengembara (duet dengan Broery Marantika)
- Layu Sebelum Berkembang (duet dengan Broery Marantika)
- Samudera Shalawat (2000)